# Edward T. England
Edward Theodore England, född 29 september 1869 i Jackson County i West Virginia, död 9 september 1934 i Cleveland i Ohio, var en amerikansk politiker (republikan). Han var ledamot av USA:s representanthus 1927–1929.
England efterträdde 1927 J. Alfred Taylor som kongressledamot och efterträddes 1929 av Joe L. Smith.
Englands grav finns på begravningsplatsen Sunset Memorial Park i South Charleston i West Virginia.